# انجمن، افغانستان
انجمن (به لاتین: Anjuman) یک منطقهٔ مسکونی در افغانستان است که در ولایت بدخشان (افغانستان) واقع شده‌است.